# Tomás Pina
Tomás Pina Isla (* 14. Oktober 1987 in Ciudad Real) ist ein spanischer Fußballspieler. Der Mittelfeldspieler spielt seit 2022 für Henan Songshan Longmen.

## Karriere

### Verein
Pina wechselte 2010 in die Profiabteilung RCD Mallorcas und gab dort sein Debüt im Januar 2010 gegen Deportivo Xerez. 2013 wechselte er zum FC Villarreal, für die er im Verlauf von drei Jahren 84 Ligaspiele absolvierte. Im Juli 2016 schloss er sich dem FC Brügge an, verließ diese aber wieder nach nur einem Jahr zunächst leihweise und anschließend fest zu Deportivo Alavés. Er debütierte dort im Spiel gegen CD Leganés am 18. August 2017.
Am 8. Dezember 2019 brach er sich das Bein und fiel knapp fünf Monate aus.